# Roman Iwaszkiewicz
Roman Tadeusz Iwaszkiewicz (ur. 12 stycznia 1950 w Jarosławiu) – generał dywizji Wojska Polskiego, inżynier, dyplomata, ambasador RP w Korei Północnej i Wietnamie.

## Życiorys
W 1967 roku ukończył I Liceum Ogólnokształcące im. Mikołaja Kopernika w Jarosławiu i został przyjęty na Wydział Mechaniczny Wojskowej Akademii Technicznej im. Jarosława Dąbrowskiego w Warszawie.
10 października 1971 roku został promowany na podporucznika.
Studia zakończył 14 lipca 1972 roku otrzymując dyplom inżyniera mechanika eksploatacji i naprawy samolotów. 1 września 1972 roku został przydzielony do 9 Pułku Lotnictwa Myśliwskiego w Debrznie i wyznaczony na stanowisko technika klucza eksploatacji samolotów. 30 maja 1975 roku został inżynierem eksploatacji dywizjonu lotniczego, a 15 września 1977 roku zastępcy dowódcy 9 Pułku Lotnictwa Myśliwskiego do spraw inżynieryjno-lotniczych. W sierpniu 1980 roku został skierowany na studia w Wojskowej Akademii Inżynieryjno-Lotniczej im. Mikołaja Żukowskiego w Moskwie. Studia ukończył z wyróżnieniem 24 czerwca 1982 roku. Po powrocie do kraju został 11 sierpnia 1982 roku przydzielony do 41 Pułku Lotnictwa Myśliwskiego w Malborku i wyznaczony na stanowisko zastępcy dowódcy pułku do spraw inżynieryjno-lotniczych. 11 lutego 1984 roku został szefem służby inżynieryjno-lotniczej 4 Pomorskiej Dywizji Lotnictwa Myśliwskiego w Malborku, a 22 stycznia 1987 roku zastępcą dowódcy 4 Dywizji Lotnictwa Myśliwskiego do spraw techniki i zaopatrzenia. 23 września 1988 roku został wyznaczony na stanowisko zastępcy głównego inżyniera Wojsk Lotniczych – zastępcy szefa Zarządu Inżynieryjno-Lotniczego w Dowództwie Wojsk Lotniczych w Poznaniu. 19 lipca 1990 roku objął stanowisko zastępcy dowódcy 4 Korpusu Lotniczego do spraw technicznych w Poznaniu. 30 marca 1992 roku Minister Obrony Narodowej wyznaczył go na stanowisko zastępcy dowódcy Wojsk Lotniczych i Obrony Powietrznej do spraw techniki i zaopatrzenia w Warszawie. Cztery lata później został szefem logistyki – zastępcą dowódcy Wojsk Lotniczych i Obrony Powietrznej. W styczniu 1997 roku został powołany na stanowisko dyrektora Departamentu Dostaw Uzbrojenia i Sprzętu Wojskowego w Ministerstwo Obrony Narodowej w Warszawie. W 1999 roku został wybrany, w drodze konkursu, na stanowisko zastępcy dyrektora Departamentu Uzbrojenia, Logistyki i Zasobów w Międzynarodowym Sztabie Wojskowym w Brukseli. W okresie od 17 maja 2002 roku do 1 maja 2005 roku był dyrektorem Departamentu Polityki Zbrojeniowej Ministerstwa Obrony Narodowej w Warszawie.
W latach 2005–2009 był ambasadorem Polski w Korei Północnej, zaś w latach 2010–2013 w Wietnamie.

## Ordery i odznaczenia
- Krzyż Oficerski Orderu Odrodzenia Polski (2003)[2]
- Krzyż Kawalerski Orderu Odrodzenia Polski (1996)[3]

## Awanse
- generał brygady – 1993
- generał dywizji – 15 sierpnia 2003[4]